# Östersunds församling
Östersunds församling är en församling i Norra Jämtlands kontrakt i Härnösands stift. Församlingen utgör ett eget pastorat och ligger i Östersunds kommun i Jämtlands län. Församlingen är till både medlemsantal och folkmängd stiftets största.

## Administrativ historik
Församlingen bildades 1821 genom en utbrytning ur Brunflo församling.
Församlingen var till 1 maj 1913 annexförsamling i pastoratet Brunflo, Marieby, Lockne, som till 1864 även omfattade Näs församling. Från 1 maj 1913 utgör församlingen ett eget pastorat.

## Kyrkoherdar
| 1913– | Gustaf Öhrstedt | 1862– |  |

## Kyrkor
- Stora kyrkan
- Gamla kyrkan
- Marielundskyrkan
- Lugnvikskyrkan
- Odensalakyrkan